# Jackson Mwanza
Jackson Mwanza (ur. 6 lutego 1987 w Lusace) – zambijski piłkarz grający na pozycji pomocnika.

## Kariera klubowa
Swoją karierę piłkarską Mwanza rozpoczął w klubie Afrisports Kitwe. W sezonie 2008 zadebiutował w jego barwach w zambijskiej Premier League. W 2009 roku przeszedł do ZESCO United. W latach 2010 i 2015 wywalczył z nim dwa mistrzostwa kraju, a w latach 2009 i 2013 - dwa wicemistrzostwa. W 2010 zdobył też Puchar Zambii. W 2013 roku był wypożyczony do sudańskiego Al-Merreikh Omdurman. Został z nim mistrzem Sudanu oraz zdobył Puchar Sudanu. W połowie 2013 wrócił do ZESCO United, z którym pięciokrotnie został mistrzem kraju w sezonach 2014, 2015, 2017, 2018 i 2019 oraz dwukrotnie wicemistrzem w 2013 i 2016. Zdobył też trzy Puchary Zambii w latach 2015, 2016 i 2019. W 2019 zakończył karierę.

## Kariera reprezentacyjna
W reprezentacji Zambii Mwanza zadebiutował 3 grudnia 2010 w wygranym 6:0 meczu Pucharu CECAFA 2010 z Somalią. W 2015 roku został powołany do kadry na Puchar Narodów Afryki 2015. Wystąpił na nim w jednym meczu, z Tunezją (1:2). Od 2010 do 2017 wystąpił w kadrze narodowej 16 razy.